# Esporles
Esporles (pronunciat /əsppóɾləs/ Aspórlas) és una vila i municipi de la serra de Tramuntana de Mallorca, a les Illes Balears. Confronta amb els termes municipals de Banyalbufar, Palma, Puigpunyent i Valldemossa. El municipi compta amb el llogaret de l'Esgleieta, les urbanitzacions del Verger i les Rotgetes de Canet, a més de la pròpia vila d'Esporles, que es divideix en la Vila Vella i la Vila Nova.
Està situat a uns 15 km de Palma. Tradicionalment l'economia municipal es basava en l'agricultura i ramaderia, com es mostra en la possessió museitzada de la Granja. Avui en dia, com en la major part de les Balears, l'economia es basa en el turisme. També fou molt important la indústria tèxtil, de la qual encara en podem trobar vestigis com fàbriques o edificis tèxtils.

## Etimologia
El nom d'Esporles apareix documentat per primera vegada en la butla d'Innocenci IV de 1248; aquesta documentació tan antiga suggereix que es tracta d'un topònim anterior a la conquesta catalana (1229), juntament amb el fet que esporla no és un mot existent en català. Segons Joan Coromines, podria provenir del llatí sportŭla, diminutiu de sporta 'senalla', que al·ludiria a l'utensili per recollir els productes agraris, tal vegada relacionat amb una possible existència d'una tradició manufacturera de llatra de garballó. Moll coincideix amb aquesta proposta, amb la reserva de la vocal tònica, que hom esperaria que fos oberta i en canvi és tancada (Espórles, i no Espòrles).

## Població
| Entitat de població | Habitants (2024) |
| Esporles            | 4.846            |
| l'Esgleieta         | 457              |
| Font: INE           |                  |

El terme municipal d'Esporles va romandre unit al de Banyalbufar fins al 1836, i incloïa també la zona d'Establiments, que obtingué autonomia municipal l'any 1837, abans de ser annexada a Palma el 1919.
Esporles té 5.252 habitants, coneguts com a esporlerins. Els llinatges més comuns són Nadal, Bosch, Mir, Garcia, Mates (Matas), Sastre i Rosselló.
Esporles presenta una estructura urbana caracteritzada per la presència de diversos sectors amb nom propi dins o prop del nucli principal. Dins el nucli històric i els seus voltants immediats trobam àrees com els Balladors, Can Arboç, el Cap d'Amunt de la Vila, Dellà el Torrent o la Finca, que formen part del teixit original del poble. Altres denominacions com el Garroveral, el Rafal, Son Comes, Son Fort, Son Torrat, Son Tries, la Tanca, la Teulera, la Vila Nova, la Vila Vella i la Vileta identifiquen zones residencials, antics rafals, possessions o espais que han anat adquirint identitat pròpia amb el pas del temps.
A banda del nucli principal, Esporles conserva el nucli tradicional de l'Esgleieta, situat al sud-est del municipi, que manté un caràcter rural i patrimonial molt arrelat. Amb el creixement demogràfic i urbanístic de les darreres dècades, han aparegut nous nuclis residencials com el Verger, les Rogetes, el Mirant de Mar, Son Cabaspre, Son Simonet, Sobremunt, la Casa Nova i l'Hort del Coll.
La població d’Esporles ha experimentat una evolució demogràfica marcada per tres grans etapes. Durant el segle xix i fins a principis del segle xx, el municipi va registrar un creixement sostingut, passant dels 1.889 habitants el 1842 als 3.139 l'any 1930. Tanmateix, a partir de mitjan segle xx, Esporles va patir un retrocés demogràfic comú en molts municipis rurals de les Illes Balears, amb una pèrdua gradual de població entre 1930 i 1981, motivada per l'emigració cap a Palma i altres zones urbanes, així com per la transformació del sector primari.
A partir de la dècada de 1980, la tendència es va revertir. Esporles va esdevenir una localitat residencial atractiva, amb un creixement significatiu de la població que pràcticament es va duplicar entre 1981 i 2021, passant de 2.573 a 5.153 habitants. Tot i això, durant l'última dècada s'observa una lleugera desacceleració del creixement.

## Geografia
Conté dos nuclis antics de poblament: Esporles, localitzat al centre del terme, i l'Esgleieta, al cantó est, a més de dues urbanitzacions dels anys seixanta: el Verger i les Rotgetes. La vila d'Esporles es disposa al fons de la vall i s'articula en funció dels barris més antics com la Vila Vella, la Vila Nova i la Vileta, units per barris més moderns com els Balladors o Son Tries. Per altra banda, l'Esgleieta s'estén envoltada de les terres més planeres, on s'assoleix la cota mínima del terme.

### Relleu
El relleu esporlerí és especialment accidentat i està conformat per muntanyes i comellars que conflueixen en bona part a la vall d'Esporles. La cota màxima del terme se situa a l'oest, al vessant oriental de la mola de Planícia (a 890m), mentre que la mínima la trobam a la zona est, a l'Esgleieta, on amb prou feines s'arriba als cent metres.

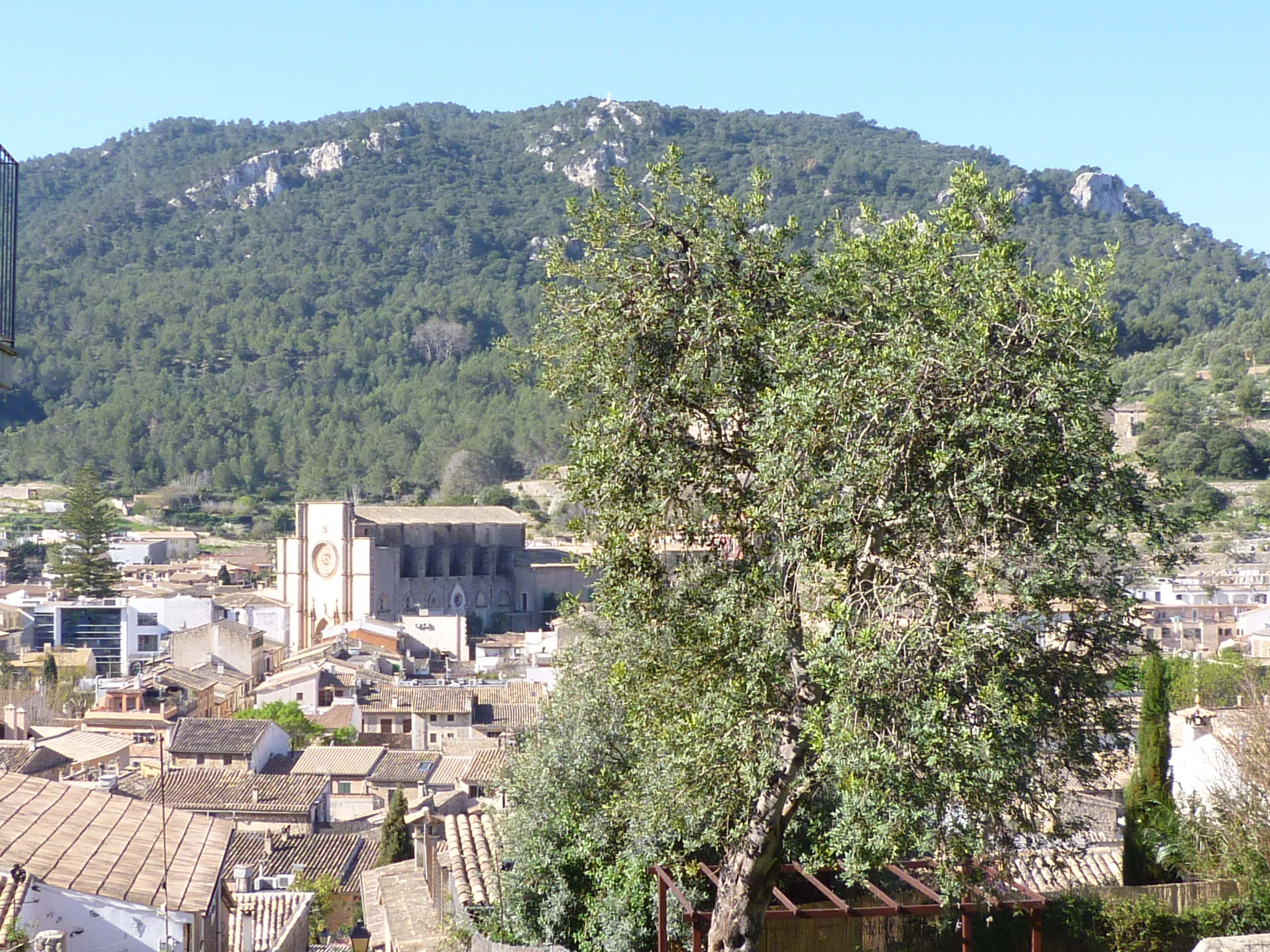
Vista de l'església d'Esporles

El terme està envoltat per moles i moletons. Així, al nord, el cap del Bosquet (331 m) i els darrers estreps de la mola de Planícia marquen la partió amb Banyalbufar. El coll d'en Claret (499 m) i el moletó de Son Cabaspre (622 m) inicien la partió valldemossina, que continua cap a xaloc seguint els espadats de la immensa mola de Son Pacs (731 m). Als seus peus i dins territori esporlerí se succeeixen la vall de Son Cabaspre, el moletó de Son Cabaspre (595 m) i la coma d'en Llobera. Per l'est, el terme s'obre a la zona de l'Esgleieta i travessa mínimament a l'altra banda de la carretera de Valldemossa. Els límits del sud venen marcats per la partió amb Palma, que discorre per la serra de Son Bauçà i la mola de Sarrià (448 m). A llebeig, la Fita del Ram (833 m) separa l'extensa urbanització del Verger de la vall de Superna, ja dins Puigpunyent.
Flanquejant la vall principal, solcada pel torrent de Sant Pere, se succeeixen els turons com el puig de Son Bernardí, el puig de la Beata (279 m), el puig Gros (251 m), el puig de les Forques i el puig dels Moros (214 m).

## Història

### Orígens
Les primeres evidències de poblament a l'àrea d'Esporles es remunten a l'època talaiòtica (ii-i mil·lenni aC), amb alguns indicis arqueològics poc documentats. Durant l'època romana de Mallorca (123 aC – segles iv-v dC) la vall d'Esporles devia estar ocupada per vil·les rústiques o explotacions agrícoles disperses, tot i que el nom actual no apareix fins a l'edat mitjana. En època andalusina (segles x-xiii, domini musulmà de l'illa) la vall formava part del Juz' de Musuh-Bunyula (territori que corresponia aproximadament a la Tramuntana central). Existien diverses alqueries i rafals disseminats per la contrada, una de les quals era Alpich o Alpic – topònim àrab que designava la futura Granja d'Esporles. Precisament, la font abundant d'aquesta possessió (anomenada Font de Déu després de la conquesta) afavorí l'establiment d'un important nucli rural en aquell indret.

### Conquesta catalana ibaixmedieval

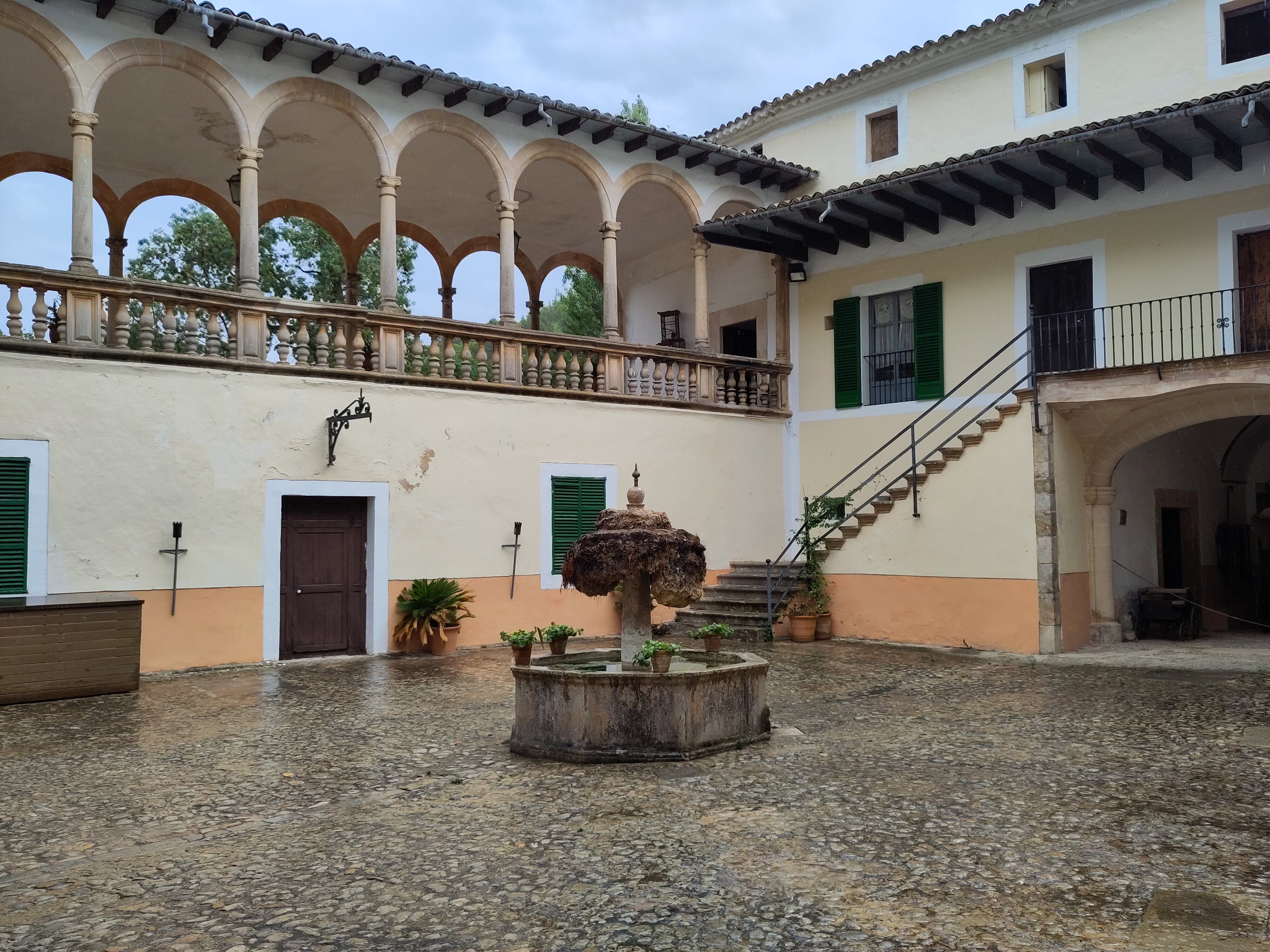
Clastra de la Granja d'Esporles

Després de la conquesta de Mallorca per Jaume I el 1229, el territori d'Esporles fou repartit entre nobles i ordes militars. L’alqueria d’Alpic va correspondre al comte Nuno Sanç, qui la cedí el 1239 a l'orde del Cister per fundar-hi un monestir. Aquell primer monestir cistercenc de Mallorca no prosperà gaire temps: a finals del segle xiii les terres passaren a mans de la noblesa (les famílies Vida i Fortuny) i la Granja d’Esporles es transformà en una gran possessió. Al segle xiv, l'església parroquial de Sant Pere d'Esporles fou erigida prop de sa Granja. No obstant això, durant tota l'edat mitjana i fins a temps moderns, el poblament va continuar essent dispers: la gent vivia escampada per les possessions, alqueries i rafals del terme. El 1350 Esporles apareix documentat al Llibre del Repartiment amb el nom sportŭla, i en la butla papal de 1248 ja se citava villa Sporlarum.

### Edat Moderna
Fins al segle xvii, la documentació d'Esporles no recull cap referència als tres primers barris diferenciats del poble: la Vila Vella, la Vila Nova i la Vileta, situats a prop de l'església. Això indica que no hi ha proves de l'existència de nuclis de població concentrada abans de l'any 1600. Fins llavors, el poblament de tot el terme era dispers i format per alqueries i rafals.
L'historiador Joan Binimelis ho recollí l'any 1595, quan escrigué que «és la iglésia rural y deserta. La sua població és de las suas pocessions y alqueries y rafals, que són en número 58, sens los molins, que són 14, entre los de la Granga y los de Canet.»
Els primers nuclis de cases a Esporles daten del darrer quart del segle xvii, concretament de 1673. Abans d'aquesta data, no hi hauria hagut concentracions significatives d'habitatges, a diferència del que havia passat durant l'època musulmana i els primers quatre-cents anys del poblament català. Aquesta nova concentració de cases en viles i viletes a partir del segle xvii s'ha de posar en relació amb les conseqüències de la derrota definitiva de la Part Forana en els conflictes amb Ciutat, com la Revolta Forana i la Germania, ocorreguts just abans d'aquesta centúria.

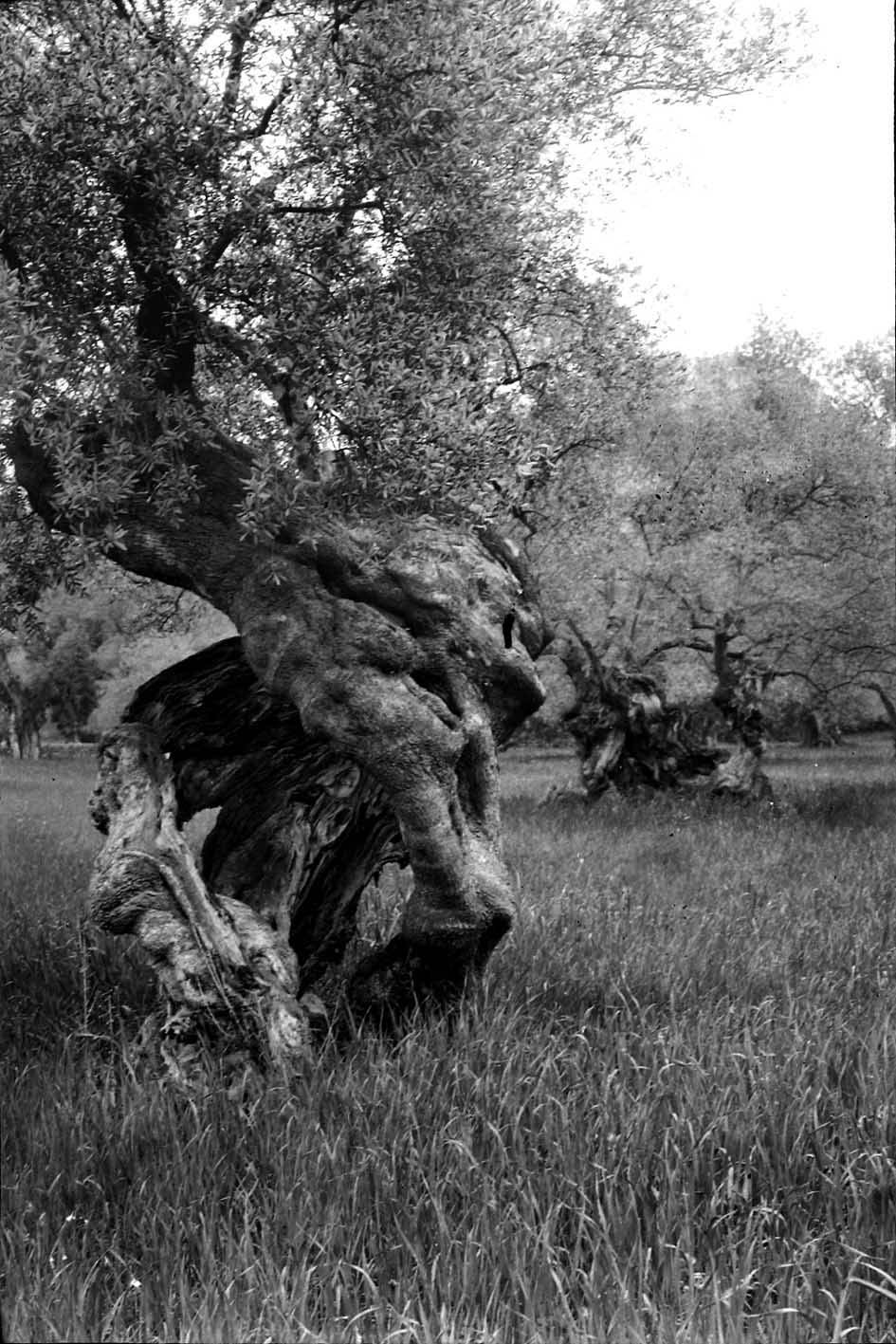
Oliveres a l'Esgleieta (1920)

A causa de la derrota dels agermanats, la pressió fiscal exercida per Ciutat sobre la Part Forana s'intensificà. Aquest augment d'impostos provocà un empobriment general del camp, i molts pagesos es varen veure obligats a vendre les seves terres —les antigues alqueries i rafals— als ciutadans de Palma. Aquestes propietats passaren a ser possessions, és a dir, finques senyorials en mans de propietaris urbans. Els nous amos impulsaren un canvi en el model agrícola, abandonant els conreus de subsistència i promovent aquells destinats a l’'exportació, especialment l'olivar. Així s'inicià una economia orientada cap al comerç exterior, en què les transaccions al port de Palma passaren a tenir més pes que les necessitats alimentàries de la població local.
Aquest procés transformà els antics pagesos —descendents dels primers colons catalans— en jornalers que treballaven temporalment per als amos de les possessions, sovint sota contractes d'arrendament. Només eren contractats durant les feines pròpies dels nous conreus, especialment durant la collita de l'oliva; la resta de l'any es dedicaven a feines alternatives.
Com que molts havien perdut les seves antigues cases i terres, començaren a establir-se en agrupacions de cases que, amb el temps, donaren lloc a noves viles i viletes. A Esporles i altres llocs de Mallorca es formaren aquests nuclis primitius, on es concentraren els pagesos desposseïts. Aquest nou model —basat en possessions senyorials ciutadanes centrades en l’'olivar i una incipient concentració de població als nuclis— queda documentat per primera vegada al segle xvii. Als estims de 1673 i 1677 ja es fa referència a 20 cases a la Vila Vella, 9 a la Vileta i 15 a la Vila Nova d’Esporles.

### Època contemporània
Al segle xix, després de la fi de l'Antic Règim, Esporles es constituí en ajuntament constitucional (1820) i experimentà una diversificació de l'economia. A més de l'agricultura (cereals, oliveres, ramaderia i una incipient vinya fins la fil·loxera), s’hi instal·laren indústries primerenques: el 1871 es fundà una important fàbrica tèxtil, Son Tries, dedicada a teixir cotó, que donà feina a moltes famílies i impulsà l'urbanisme local (va obrir-se el Passeig de Joan Riutort amb habitatges obrers de l'època).
A finals del segle xix, Esporles tenia prop de 2.000 habitants i un teixit econòmic marcat per la indústria tèxtil, amb fàbriques com Can Fortuny, Can Esteva, Can Ribas i, especialment, Ca'n Campos, la més gran de totes. Aquest desenvolupament industrial va afavorir la creació d'una classe obrera activa i organitzada que impulsà, a partir de 1918, la Federació Gremial Esporerlense. Gràcies a les aportacions col·lectives i al treball voluntari, el 1930 s'inaugurà la Casa del Poble, amb sales de reunió, teatre, biblioteca i cinema sonor. Durant la Segona República, sota el lideratge del batle socialista Tomàs Seguí, es dugueren a terme importants reformes municipals: la construcció de les Escoles Velles (1930, avui seu de l'IMEDEA), la millora de camins, l'ordenació sanitària, l'enllumenat públic i l'ampliació de serveis bàsics. El poble era aleshores un nucli vibrant, amb forta presència socialista i sindical, especialment al barri de la Vila Nova, conegut com la "petita Rússia" per la seva militància progressista.
Durant l'alçament franquista de juliol de 1936, un grup de joves socialistes intentà resistir el cop d'estat ocupant el poble i cercant armes. L'intent fracassa i, en pocs dies, l’exèrcit rebel ocupà Esporles. Es succeïren detencions, execucions, tortures i desaparicions. El batle Seguí, capturat el gener de 1937, fou assassinat i llençat dins un pou. Altres militants com Josep Comes, Miquel Seguí, Joan Bosch o Guillem Mates també foren víctimes de la repressió.
Durant les dècades següents, el municipi es veié afectat per l'estancament industrial i l'emigració, tot i que a partir dels anys 1960 i 1970 experimentà un renovat creixement, vinculat a l'arribada de població procedent de Palma i la construcció de segones residències, atreta per l'entorn d'Esporles. A finals del segle xx, l'economia local ja s'havia desplaçat clarament cap al sector serveis, amb una presència cada vegada més gran del turisme interior i residencial.

## Patrimoni arquitectònic i cultural

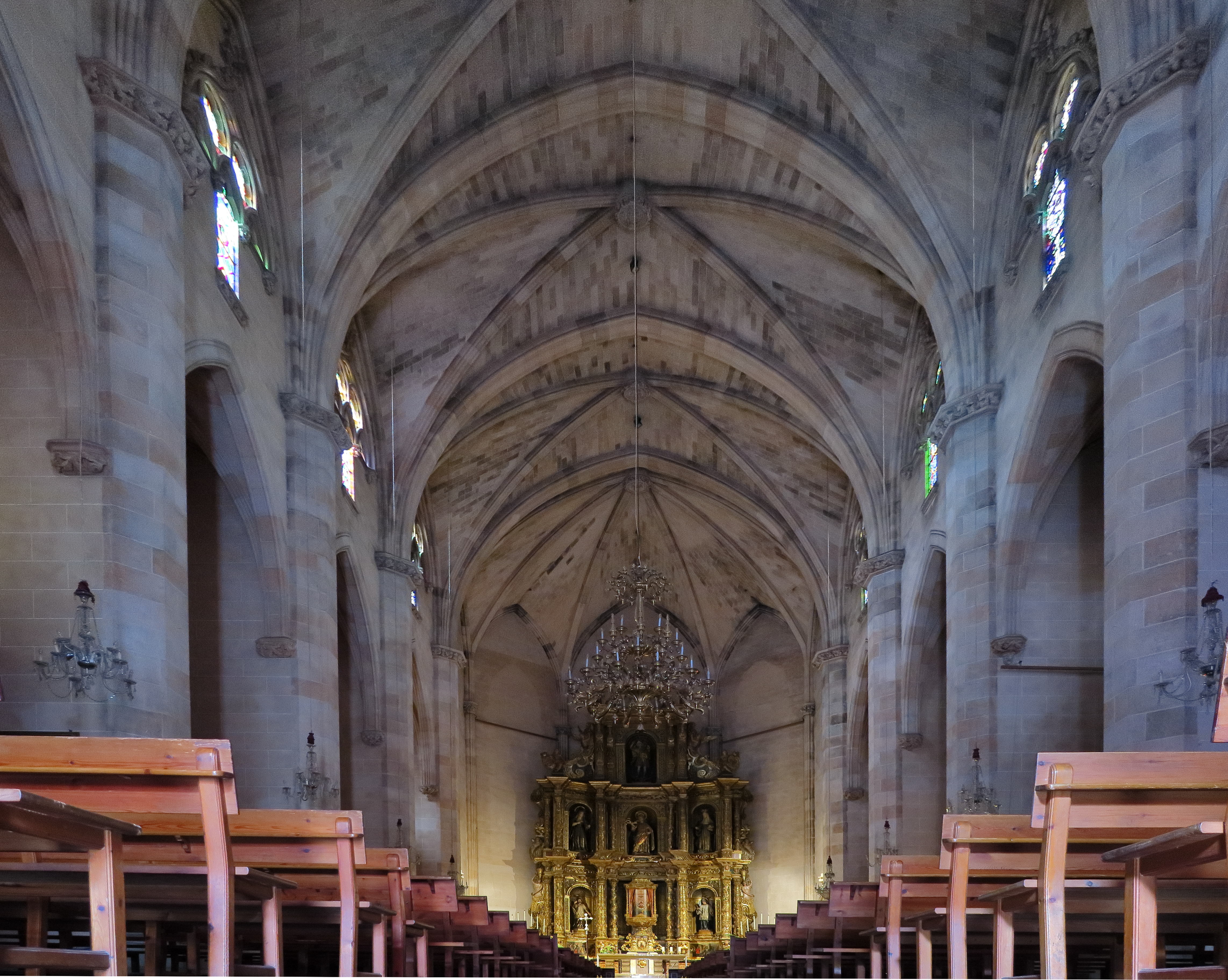
Interior de l'Església de Sant Pere

L'edifici remarcable més antic del poble és la Rectoria (casa parroquial), documentada ja al segle xiv. Al seu costat s'aixeca l'actual església parroquial de Sant Pere, temple d'origen gòtic fundat poc després de la conquesta catalana (segle xiii) però totalment reformat a inicis del segle xx. L'església presenta una gran façana neogòtica amb rosassa i una sola nau amb capelles laterals; la reforma (1917-1923) li atorgà l'aspecte actual. Conserva algunes peces artístiques notables, com un reliquiari de la Santa Creu barroc i diverses pintures religioses. Al casc antic també es troben elements patrimonials com el Pont d'en Bandell (o des Badaluc, d'origen medieval possiblement islàmic), antics molins d'aigua i de sang (especialment prop de la Granja i de Son Cabaspre), i nombroses cases tradicionals mallorquines dels segles segle xvii-segle xviii als carrers de la Vila Vella.
Fora del nucli urbà destaca la Granja d’Esporles (Sa Granja), una possessió històrica i un dels conjunts patrimonials més importants de la zona. Documentada des de l'època islàmica, quan era l'alqueria Alpic, després de la conquesta de 1229 va allotjar el primer monestir de l'orde del Cister a Mallorca. Posteriorment esdevingué una possessió senyorial. El conjunt de Sa Granja inclou la casa senyorial principal, envoltada de jardins romàntics, horts i un entorn natural de fonts i brolladors. Aquest patrimoni etnològic conserva molts elements originals destinats a l'explotació agrària tradicional, com la tafona, els forns, els estables i telers antics. Des de 1968 la Granja està oberta al públic com a museu etnogràfic, on es mostren escenes de la vida rural mallorquina dels segles passats. L'any 2024, preocupat per la possible venda a inversors privats, l'Ajuntament d'Esporles sol·licità la declaració de Sa Granja com a Bé d'Interès Cultural (BIC); el Consell de Mallorca inicià l'expedient per protegir tant la casa com els jardins i elements històrics de la finca. L'any 2025, el conjunt fou finalment declarat BIC, amb la categoria de jardí històric per als seus jardins i horts esglaonats, i de monument per a les cases senyorials de la possessió.

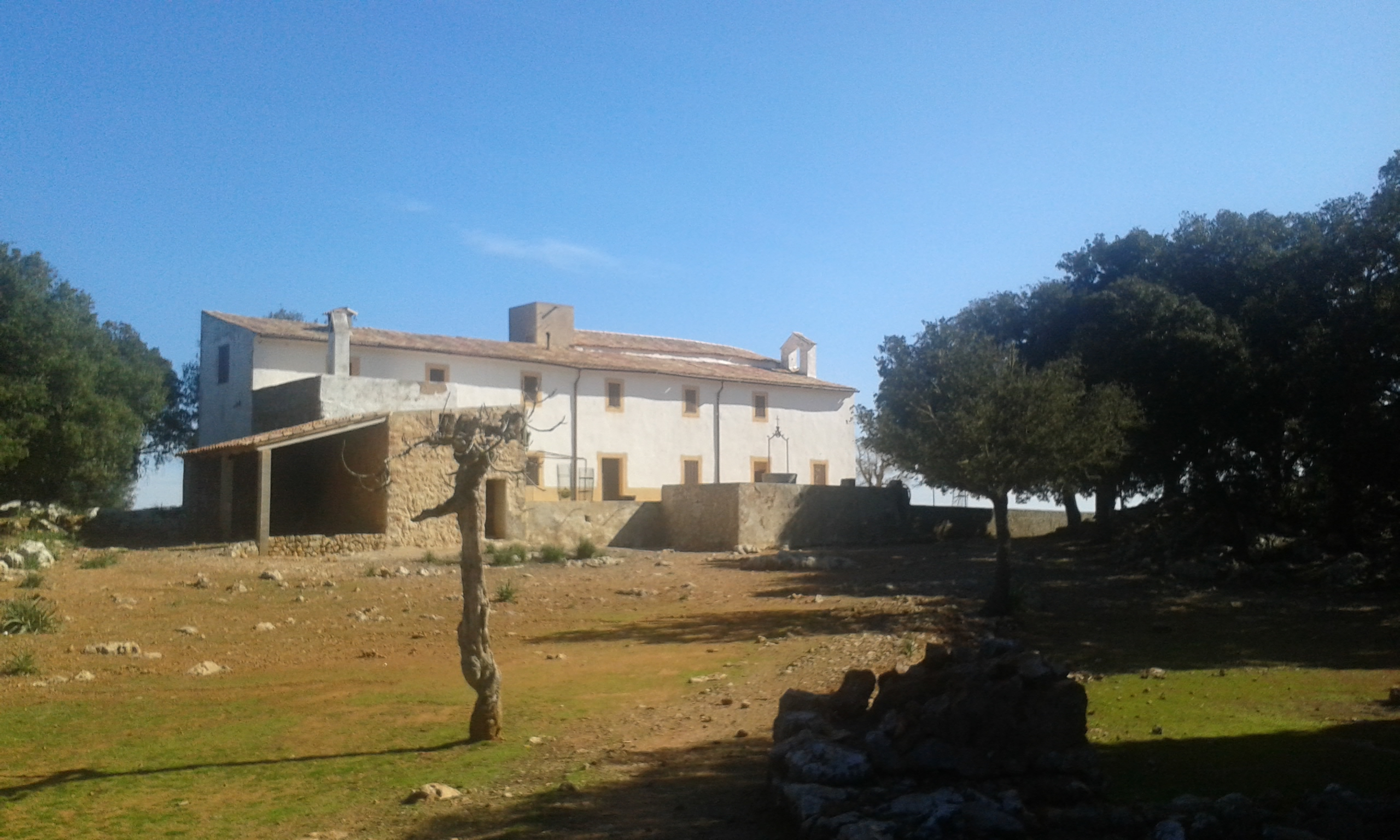
Ermita de Maristel·la

També cal esmentar l'ermita de Maristel·la. Es tracta d'un petit santuari marià situat a 580 m d'altitud, a la muntanya de Son Ferrà, construït el 1890 i dedicat a la Mare de Déu de Maristel·la. L'ermita, d'estil senzill, fou durant dècades lloc de retir espiritual gestionat per ermitans. Cada any, a finals d'estiu, es fa un aplec popular a l'ermita. En el municipi hi ha altres elements d'interès com: la Capella de Son Dameto (oratori privat del segle xviii), diverses fonts monumentals, el Pont de Son Tries, i les restes d’antics camins empedrats com el Camí des Correu (camí històric entre Esporles i Banyalbufar, avui ruta senderista GR-221).
Quant al patrimoni cultural immaterial, cal destacar que Esporles ha preservat balls i músiques pròpies. Un exemple és el Ball de la Filadora, un ball  creat a inicis del segle xx, amb la composició musical obra del mestre mallorquí Miquel Marquès (1834-1918) i la lletra del poeta Llorenç Riber. Aquest ball se sol interpretar durant la festa patronal de Sant Pere. També es conserven gegants i capgrossos que representen personatges locals, que desfilen a les festes, i colles de dimonis que participen en els correfocs moderns.

## Economia
Tradicionalment, l'economia d'Esporles es basava en l'agricultura de secà i la ramaderia de muntanya, amb predomini de conreus com cereals, llegums i, sobretot, oliveres, destinades a la producció d'oli. A partir dels segles xvii i xviii, l'exportació d'oli esdevingué una activitat d'importància, mentre que la vinya es reduí dràsticament després de la fil·loxera al segle xix. Les grans possessions, com la Granja i Son Cabaspre, funcionaven com unitats autosuficients amb molta mà d'obra jornalera.
Al segle xix sorgí una indústria tèxtil notable, amb fàbriques com la de Son Tries, que tingué gran pes fins a mitjan segle xx. Paral·lelament, prosperaren tallers i indústries artesanes. Actualment, l'economia local es basa majoritàriament en el sector serveis i turisme rural, amb petit comerç, restauració i agroturismes. La Granja d'Esporles i la Fira Dolça són punts d'atracció destacats. L'agricultura es manté de manera testimonial, i el sector públic (ajuntament, serveis bàsics i l'IMEDEA) contribueix a l'activitat econòmica. Esporles presenta una renda mitjana relativament alta i s'ha convertit en lloc de residència per a famílies que treballen a l'àrea de Palma.

## Organització política
| Eleccions municipals de 28 de maig de 2023 - Esporles                                           |                                        |                                     |                                      |       |          |          |
| Candidatura                                                                                     | Candidatura                            | Candidatura                         | Cap de llista                        | Vots  | Vots     | Regidors |
|                                                                                                 | MÉS per Mallorca                       |                                     | Josep Maria Ferrà Terrassa           | 1327  | 50,63%   | 7        |
|                                                                                                 | Partit Popular de les Illes Balears    |                                     | Manuel Bennássar Gutiérrez de Concha | 605   | 23,08%   | 3        |
|                                                                                                 | Partit Socialista de les Illes Balears |                                     | Antonio Bordoy Fernández             | 469   | 17,89%   | 2        |
|                                                                                                 | Vox                                    |                                     | Maria Andrea Busquets Pons           | 185   | 7,06%    | 1        |
|                                                                                                 | Vots en blanc                          |                                     |                                      | 35    | 1,34%    |          |
| Total vots vàlids i regidors                                                                    | Total vots vàlids i regidors           | Total vots vàlids i regidors        | Total vots vàlids i regidors         | 2621  | 100 %    | 13       |
|                                                                                                 | Vots nuls                              | Vots nuls                           | Vots nuls                            | 37    | 1,39%    |          |
| Participació (vots vàlids més nuls)                                                             | Participació (vots vàlids més nuls)    | Participació (vots vàlids més nuls) | Participació (vots vàlids més nuls)  | 2658  | 68,51%** |          |
| Abstenció                                                                                       | Abstenció                              | Abstenció                           | Abstenció                            | 1222* | 31,49%** |          |
| Total cens electoral                                                                            | Total cens electoral                   | Total cens electoral                | Total cens electoral                 | 3880* | 100 %**  |          |
| Batle: Josep Maria Ferrà Terrassa Per majoria absoluta dels vots dels regidors                  |                                        |                                     |                                      |       |          |          |
| Fonts: Infoelectoral (* No són vots sinó electors. ** Percentatge respecte del cens electoral.) |                                        |                                     |                                      |       |          |          |

| Període     | Batle o batlessa                 | Partit polític          | Data de possessió | Observacions                    |
| ----------- | -------------------------------- | ----------------------- | ----------------- | ------------------------------- |
| 1979–1983   | Bartolome Bosch                  | Candidatura Independent | 19/04/1979        | --                              |
| 1983–1987   | Vicenç Matas                     | PSOE                    | 28/05/1983        | --                              |
| 1987–1991   | Vicenç Matas                     | PSOE                    | 30/06/1987        | --                              |
| 1991–1995   | Guillem Bosch                    | PSOE                    | 15/06/1991        | --                              |
| 1995–1999   | Pere Trias Auli/Jaume Pou Reines | PSM/PP                  | 17/06/1995        | Pere Trias Auli només fins 1996 |
| 1999–2003   | Jaume Pou Reines                 | PP                      | 03/07/1999        | --                              |
| 2003–2007   | Miquel Ensenyat                  | PSM                     | 14/06/2003        | --                              |
| 2007–2011   | Miquel Ensenyat                  | PSM                     | 16/06/2007        | --                              |
| 2011–2015   | Miquel Ensenyat                  | PSM                     | 11/06/2011        | --                              |
| 2015–2019   | Maria Ramon Salas                | MÉS-APIB                | 13/06/2015        | --                              |
| 2019-2023   | Maria Ramon Salas                | PAS-MÉS                 | 15/06/2019        | --                              |
| Des de 2023 | Josep Ferrà Terrassa             | PAS-MES                 | 17/06/2023        | --                              |

## Institucions i centres educatius
- Institut Mediterrani d'Estudis Avançats (IMEDEA)
- CEIP Gabriel Comas i Ribas
- IES Josep Font i Trias
- Biblioteca municipal d'Esporles

## Esports
- Camp Municipal de futbol de Son Quint
- Pavelló Municipal de Bàsquet
- Pista de tennis a Son Quint
- Voleibol sala al CEIP Gabriel Comas i Ribas
- Gimnasia rítmica al CEIP Gabriel Comas i Ribas

## Festes
- Festes de sant Pere (23 al 30 de juny): són les més importants. Cal destacar el popular correfoc, organitzat per la Colla de Dimonis Bocsifocs, que s'ha anat incorporant de final del segle xx i començament del xxi com un acte més dins el programa de les festes populars. Tanmateix, el correfoc no és original de cap poble de Mallorca: els seus orígens es remunten a l'antic Ball de Diables, del qual les primeres notícies escrites daten del segle xii a Tarragona.
- La Fira Dolça: Els dolços i els seus derivats són els protagonistes d'aquesta fira celebrada a Esporles del 2005 ençà. També es poden trobar parades d'artesania, exposicions, concursos, tallers de dolços per a infants, a més de parades dedicades a les brodades i un espai per als productors de cervesa artesana.